# Schahschahan-Mausoleum
Das Schahschahan-Mausoleum (persisch بقعه شهشهان, IPA:boqʔe jɛ ʃæhʃæhɑn) ist ein historisches Mausoleum in Isfahan, Iran. Es liegt neben der Freitagsmoschee und ist die Grabstätte des bekannten Isfahaner Sufis Scheych Alaeddin Mohammad. Gemäß dem Todesdatum Scheych Alaeddins im Dezember 1446, wurde das Mausoleum zwischen 1446 und 1448 erbaut. Das Gebäude ist innen und außen mit Stuck und Keramikfliesen dekoriert. Seine fast zur Hälfte zerstörte Kuppel, wurde in den letzten Jahren wieder aufgebaut.

## Geschichte
Scheych Alaeddin Mohammad wurde von Sultan Mohammad-ebne-Bayssonqor, einem der Enkel Timurs, Herrscher von Fars und Arak, sehr geschätzt, weshalb er sich ein bequemes Leben einrichten konnte. Als Sultan Muhammad gegen seinen Onkel Schāh Ruch rebellierte und dabei unterlag, eroberte Schāh Ruch Isfahan, weshalb Sultan Mohammad nach Lorestan fliehen musste. Weil Schāh Ruch Sultan Muhammads nicht habhaft werden konnte, nahm er Scheych Alaeddin gefangen und verbannte ihn nach Saveh.
Angestiftet von seiner Ehefrau Gauhar-Schad, rief Schāh Ruch Scheych Alaeddin aus Saweh zurück um ihn zum Tode zu verurteilen. 80 Tage nach dessen Tod starb auch Schāh Ruch. Sultan Mohammad-ebne-Bayssonqor kehrte daraufhin nach Isfahan zurück und befahl, die Leiche Scheych Alaeddins im Chaneqah, wo dieser gepredigt hatte, zu begraben. Er befahl ein Mausoleum über seinem Grab zu erbauen. Die Kinder Scheych Alaeddins wurden ebenfalls im Mausoleum begraben, aber ihre Grabsteine wurden im Laufe der Zeit zerstört und ihre Namen vergessen.
Eine Nastaliq-Inschrift in Form einer Vase wurde auf dem grünen Hintergrund der östlichen Wand an der Innenseite des Mausoleums in Stuck aufgebracht.